# Tetroza
Tetroza (od st.grč. τέτταρες (téttares), τέσσαρες (téssares): četiri + lat. -osus: šećer) je vrsta jednostavnih šećera. U molekuli sadrži četiri atoma ugljika. 
Tetrozama je aldehidna funkcionalna skupina na poziciji 1 (aldotetroze) ili ketonsku funkcionalnu skupinu na poziciji 2 (ketotetroze).
- D-eritroza
- D-treoza
- D-eritruloza

Aldotetroze imaju dva kiralna središta (asimetrična ugljikova atoma) zbog čega su moguća četiri različita stereoizomera. Dva se pojavljuju u prirodi, enantiomeri eritroza i treoza koji su D konfiguracije ali ne i L enantiomeri. 
Ketotetroze imaju samo jedno kiralno središte i stoga dva moguća stereoizomera: eritrulozu (oblik L- i D). I ovdje se u prirodi javlja samo enantiomer D.